# Vandkamp
Vandkamp er en form for at kamp der udføres for sjov og leg, hvor deltagerne smider vand efter hinanden og gør alt for at undgå selv at blive ramt samtidig med at de stræber efter at ramme andre.
Til at ramme modstanderne er bl.a. vandbaloner, vandpistoler, haveslanger eller flasker fyldt med vand.
Vandkamp kan foregå i hold eller i kamp alle mod alle.